# 魏亮
魏亮（ぎ りょう、1953年2月 - ）は、中国人民解放軍の軍人。2015年3月現在、広州軍区政治委員を務める。階級は上将である。中国共産党党員であり、第18届党中央委員会委員に選出されている。

## 来歴
1953年2月、江蘇省高淳県に生まれる。第12集団軍第34師団政治委員、同集団軍第36師団政治委員、第12集団軍政治部主任を歴任する。2002年3月、第12集団軍副政治委員に任命される。2004年6月江西省軍区政治委員に任命される。2004年10月第26集団軍政治委員に任命される。2009年6月武警部隊政治部主任に任命されると共に武警中将警衛に任ぜられる。2010年7月、総政治部主任助理に任命されると共に人民解放軍中将に任ぜられる。2012年10月広州軍区政治委員に任命される。2014年7月、上将に昇格する。
2012年11月、第18届党中央委員会委員に選出される。